# Das Stacheltier: Der weiche Artur
Das Stacheltier: Der weiche Artur ist ein in Schwarzweiß gedrehter deutscher satirischer Kurz-Spielfilm aus dem DEFA-Studio für Spielfilme von Kurt Jung-Alsen aus dem Jahr 1956.

## Handlung
Artur wird zum Abteilungsleiter befördert und lässt sich von seiner neuen Sekretärin am Telefon mit seiner Braut Gisela, die als Modeschöpferin im gleichen Betrieb tätig ist verbinden, um sich mit ihr zu verabreden. Beim Zusammentreffen trägt sie ein völlig unmodernes Kleid aus ihrem Werk VEB „Goldener Schnitt“. Artur will ihr nun beweisen, dass es unter seiner Leitung solche untragbaren Modelle nicht mehr geben wird. Von seinen Kolleginnen und Kollegen wird nach vielen Diskussionen daraus das ansehnliche Modell „Gisela“ entwickelt.
Daran haben Dispatcher, Einkäufer, Hauptabteilungsleiter des Ministeriums u. v. a. eine Menge auszusetzen. So ist der Stoff zu teuer, der Materialverbrauch zu hoch, von einer anderen Stoffsorte ist noch genug am Lager und es gibt noch viele andere Gründe. Artur protokolliert exakt jeden Änderungswunsch und nach deren Berücksichtigung hat das Modell wieder allen Chic verloren. Es landet als Vogelscheuche auf dem Feld.

## Produktion
Der Schwarzweißfilm Das Stacheltier: Der weiche Artur lief ab dem 7. September 1956 als Vorfilm in den Kinos der DDR. Für die Herstellung der Doppelfolge 073/074 war die Produktionsgruppe „Satirischer Kurzfilm“ in den DEFA-Studios verantwortlich.